# گوئن یورنگنسن
گوئن یورنگنسن (انگلیسی: Gwen Jorgensen؛ زادهٔ ۲۵ آوریل ۱۹۸۶) ورزشکار سه‌گانه اهل ایالات متحده آمریکا است.